# 394P/PANSTARRS
394P/PANSTARRS, komet Jupiterove obitelji. Predotkriven na snimkama teleskopa Pan-STARRS 1.